# Suurisaari (ö i Finland, Södra Savolax, Pieksämäki, lat 62,23, long 27,33)
Suurisaari är en ö i Finland. Den ligger i sjön Suuri-Läänä och i kommunen Pieksämäki i den ekonomiska regionen  Pieksämäki ekonomiska region  och landskapet Södra Savolax, i den södra delen av landet, 260 km nordost om huvudstaden Helsingfors. Öns area är 9,1 hektar och dess största längd är 0,9 kilometer i sydöst-nordvästlig riktning.